# アンゴラ内戦
アンゴラ内戦（アンゴラないせん、ポルトガル語: Guerra Civil Angolana）は、アフリカのアンゴラで1975年から2002年まで続いた内戦。ソビエト連邦、キューバ、SWAPOの支援を受けたMPLAと、アメリカ、南アフリカ、ザイール、中華人民共和国の支援を受けたUNITA、FNLAによる内戦で、典型的な米ソ代理戦争である。

## 発端
アンゴラでは、1961年より、独立を目指す武力闘争が活発化した。1975年1月、アンゴラ解放人民運動 (MPLA)、アンゴラ民族解放戦線 (FNLA)、アンゴラ全面独立民族同盟 (UNITA、ウニタ) の3つの独立運動組織が、独立と総選挙についての協定に調印し、3月に宗主国ポルトガルとの間で休戦協定を調印した。当初、MPLAはソ連とキューバの、FNLAはザイールの支援を受けていた。MPLAが最大勢力で首都ルアンダを掌握しており、MPLA主体で政権が樹立されると思われた。
しかし、MPLAを支援するソ連など東側陣営に対抗し、アメリカがFNLAを支援し、内戦が本格化した。さらにアメリカは、反アパルトヘイトを唱えるMPLAに危機感を抱いていた南アフリカを通じてUNITAの支援も始めた。アメリカの動きに対抗し、キューバは400人の軍事顧問団をMPLAに派遣した。また、中ソ対立でソ連と対立していた中国は、UNITAの指導者ジョナス・サヴィンビやFNLAの指導者ホールデン・ロベルトと関係があり、モブツ・セセ・セコ大統領のザイールとともにUNITAとFNLAの支援を開始した。
独立を前に、FNLAは首都進攻を試みるが、キューバ軍事顧問団が指揮するMPLAに大敗。さらに10月には南アフリカが、当時支配下だった南西アフリカ（現在のナミビア）からアンゴラに侵攻。それに対抗し、キューバ軍が首都ルアンダに上陸し、ソ連も大量の兵器や物資を供給した。南アフリカの侵攻が続く中の1975年11月11日、MPLAが「アンゴラ人民共和国」、UNITAとFNLAが「アンゴラ民主人民共和国」の独立をそれぞれ宣言した。MPLA政権はただちに、アンゴラ人民民主共和国を消滅に追い込んだ。アンゴラ人民民主共和国を支援する南アフリカの侵攻も、激戦の末、阻止された。

## 経過
| 名称                     | 略称  | 拠点 | 指導者               | 主な支援国                                        |
| ------------------------ | ----- | ---- | -------------------- | ------------------------------------------------- |
| アンゴラ解放人民運動     | MPLA  | 首都 | アゴスティニョ・ネト | ソビエト連邦、キューバ、ブラジル、メキシコ、SWAPO |
| アンゴラ民族解放戦線     | FNLA  | 北部 | ホールデン・ロベルト | アメリカ合衆国、ザイール、中華人民共和国          |
| アンゴラ全面独立民族同盟 | UNITA | 南部 | ジョナス・サヴィンビ | アメリカ合衆国、南アフリカ共和国、中華人民共和国  |

UNITAはアメリカや南アフリカの直接の支援を受けてゲリラ活動を続け、FNLAを支援していたザイールと中華人民共和国も南アフリカとの秘密裏の武器取引でUNITAを援助していた。特にUNITAを支援する南アフリカ軍とMPLAを支援するキューバ軍が交戦した1987年から1988年までのクイト・クアナヴァレの戦いは第二次世界大戦以来のアフリカ大陸での大規模な戦闘の1つとされた。一方、FNLAは1984年に降伏した。冷戦の緩和に伴う停戦合意を受けて南アフリカ軍は1988年にアンゴラから撤退し、キューバ軍も第一次国際連合アンゴラ検証団(UNAVEM I)の監視の下、国外へ撤退した。
冷戦終結後の1991年、MPLAとUNITAは包括和平協定に調印。翌1992年、憲法が制定され、第二次国際連合アンゴラ検証団(UNAVEM II)監視下の大統領選挙と議会選挙で、MPLAが勝利し新政府が樹立された。しかしUNITAは選挙に不正があったと主張し、内戦が再開した。
冷戦終結に加え、1991年のソ連崩壊と1994年の南アフリカ黒人政権樹立などにより、政府・反政府勢力共に後援国の多くは支援を停止したためMPLAは北部の油田、UNITAは南部のダイヤモンド鉱山を資金源とする、資源戦争に変化した。
このころには南アフリカの民間軍事会社、エグゼクティブ・アウトカムズ（Executive Outcomes）がアンゴラ政府の依頼で政府軍の訓練支援とUNITA掃討作戦に参加し始めた。
1993年には戦闘が激化。1994年、新政府とUNITAは再度和平に合意したが、UNITAの武装解除は進まず、戦闘はなおも続いた。
1997年、最後まで残ったUNITA支援国のザイールも第一次コンゴ戦争の敗退によりモブツ大統領が辞任・亡命し、後継のローラン・カビラ大統領はUNITA支援を停止。さらに1998年、国連でUNITAのダイヤモンドの取引が禁止され（完全な取引停止には数年を要した）、UNITAは資金源も失った。2002年、UNITAのサヴィンビが暗殺され、27年近くに及んだ内戦はようやく終結した。
内戦による死者は360万人に及んだ。国土には数多くの地雷が残されたままで、10年以上経った今もなお多数の死者・負傷者を出している。

## 国連活動
- 1989年～ 第一次国際連合アンゴラ検証団 (UNAVEM I)
- 1991年～ 第二次国際連合アンゴラ検証団 (UNAVEM II)
- 1995年～ 第三次国際連合アンゴラ検証団 (UNAVEM III)
- 1997年～1999年 国際連合アンゴラ監視団 (MONUA)